# ストロボ・エッジ
『ストロボ・エッジ』（STROBE EDGE）は、咲坂伊緒による日本の漫画作品。『別冊マーガレット』（集英社）2007年7月号から2010年9月号まで連載されていた。単行本全10巻。累計発行部数は580万部を突破している。
2014年7月11日、『別冊マーガレット』8月号で実写映画化が発表され、2015年3月14日に公開された。

## あらすじ
他の女の子たちと学年一の人気者・蓮を眺める日々を送る、素直で純粋な高校生の仁菜子。
クラスメイトの大樹が自分に想いを寄せていることに気付いてはいるが、大樹のことを「いいヤツ」とは思いながらも、自分の想いに自信を持てずにいた。しかし、友達たちに「その気持ちが恋だ」と言われ、揺れ動く。
ある日、帰り道の電車の中で蓮と遭遇。それ以来、何かと蓮と関わる機会が増え、彼との他愛ない会話や優しい笑顔に、仁菜子に今までなかった感情が芽生え始める。

## 登場人物
※キャストはVOMIC版 / ドラマCD版の順。
木下 仁菜子（きのした になこ）
声 - 川澄綾子 / 豊崎愛生
主人公。1月13日生まれのやぎ座でO型。身長152cm、体重40kg。茶髪。素直で純粋な女の子。クラスメートから大樹とは公然の仲のように扱われていたが、蓮と関わっていくうちに蓮のことを好きだと自覚。大樹の告白を断り、夏休み直前に駅のホームで衝動的に告白するも、振られる。
その後も蓮と繋がっていたいために、自分の想いを隠して「友達」を続けることとなる。
蓮に振られた女子たちで結成された「ふられんぼ同盟」に声を掛けられた際に、蓮の悪口に耐えられず啖呵を切った（蓮と安堂は偶然に目撃していた）。そのせいで嫌がらせを受けたりしたが、めげずに蓮を想い続けた。
学のいとこがオーナーを務めるカフェでバイトをしている。後に蓮と両想いになる。
一ノ瀬 蓮（いちのせ れん）
声 - 宮野真守 / 中村悠一
10月26日生まれのさそり座でAB型。身長179cm、体重63kg。黒髪。コンタクトレンズを使用していて、変なタイミングでズレること有り。学年で一番人気がある男子。何人もの女子に告白されているが、中学生の頃から付き合っている彼女・麻由香がいるため断っている。
クールな雰囲気だがさりげない優しさがある。学いわく、仁菜子の前だと気が緩むらしい。
学のいとこのオーナーの店で期間限定でバイトをしたが、仁菜子に惹かれつつある自分の気持ちに気付き、麻由香のことを裏切りたくないためバイト先をガソリンスタンドに変える。
後に麻由香と別れ、仁菜子に告白し両想いになる。
安堂 拓海（あんどう たくみ）
声 - 代永翼 / KENN
9月27日生まれの天秤座でB型。身長177cm、体重56kg。明るい茶髪。体系は自称「動けるもやし」。蓮とは同じ中学出身。
仁菜子が蓮に告白している場面を見ており、最初は興味本位で仁菜子に近づく。軽薄な男子で、携帯には女の子の連絡先しか登録していなかったらしいが、真っ直ぐな仁菜子に惹かれて本気で好きになり、女子のアドレスを全て消去した。
初恋で苦い思い出があり、そのとき頑張らなかったことを後悔しているため、仁菜子は絶対に諦めないと決めている。
学のいとこのオーナーの店でバイトをしている。
是永 大樹（これなが だいき）
声 - 前野智昭 / 柿原徹也
7月17日生まれの蟹座でO型。茶髪で身長175.5cm、体重61kg。
中学の時に両親が離婚をして父親と二人暮らし。落ち込んでいた時に仁菜子に慰めてもらって以来、仁菜子のことが好きで、その想いを本人は隠しているつもりでも隠し切れておらず、そのため友人等からいつもからかわれていた。仁菜子の蓮に対する気持ちに気付き、蓮に嫌がらせをするが、毎回やり返される。
また、蓮にとられる前にと焦って仁菜子に告白するが、振られてしまい、それと同時にさゆりに告白された。後にさゆりと付き合いはじめる。
別居している母親と姉とも時々会っている。父親の福岡への転勤が決まった時には、さゆりとの別れを決意するが、仁菜子に説得されよりを戻し、母親の元で暮らし始める。
是永 麻由香（これなが まゆか）
声 - 庄子裕衣 / 同左
大樹の2歳年上の姉で、蓮の彼女。人気高校生モデル。
高校１年時に両親が別居し、後に離婚。その頃に偶然に蓮と出会う。現在は母親と2人暮らし。
奔放な性格のためか付き合いだしの頃は蓮に子供扱いされていた。成長する蓮に置いていかれるような感覚をおぼえ、蓮に相応しい女の子になりたくてモデルの仕事を始めたが、次第に仕事を優先している自分、蓮が他の女の子を好きになっていることに気付き、自ら蓮に別れを告げた。
三好 学（みよし まなぶ）
声 - なし / 下野紘
蓮の友達。同中出身で、高校でも同級生。愛称は『がっちゃん』。4月25日生まれのおうし座でO型。身長165cm、体重53kg。
非常に明るい性格で、周囲からは「悩みがなさそう」などと思われている。中間テストで、仁菜子と共に数学の再追試を受け、仲良くなる。仁菜子・拓海・蓮を、自身のいとこがオーナーを務めるカフェのバイトに誘う。
仁菜子と蓮の恋路を応援している。
上原 さゆり（うえはら さゆり）
声 - 藤村歩 / 沢城みゆき
12月6日生まれのいて座でA型。身長162cm、体重49kg。
仁菜子の友達で、優しくスタイルもいい。仁菜子のことを一途に想う大樹を好きになってしまい、はじめは仁菜子と大樹がうまくいけば諦めようと思っていた。大樹が仁菜子に振られた後に告白し、付き合い始める。
中学校時代には裕太郎と付き合っていた。
つかさ
声 - 門田幸子 / なし
仁菜子のクラスメイト。身長は高め。明るくてノリがいい。面食い。右耳に二つ、左耳に一つピアスをあけている。髪はややパンク風。蓮や学とは同中出身。
典子（のりこ）
声 - 藤田咲 / なし
仁菜子のクラスメイト。身長は低め。ホワンッとしているが言いたい事はズケズケ言う。体育時だけおろしている髪をツインテールにしている。通称「のんちゃん」。
環（たまき）
声 - 清水彩香 / 結城アイラ
仁菜子のクラスメイト。身長は普通くらい。髪型はショートボブのパーマ。
寺田 裕太郎（てらだ ゆうたろう）
声 - なし / 梶裕貴
6月15日生まれの双子座でA型。身長178cm、体重65kg。
蓮の友達。通称『裕（くん）』。身長は高め。性格はとても落ち着いていて、学に「じじぃ」と言われたことがある。
中学校時代にさゆりと付き合っていたが、一時の迷いでさゆりと別れてしまい、今も後悔している。そのため、蓮が仁菜子に惹かれていくのを「一時の迷い」だと思い、自分と同じ過ちをおかさないようにするため、学の暴走（蓮に仁菜子を薦めること）を止めていたが蓮が麻由香と別れてからは仁菜子と蓮を応援するようになる。
杉本 真央（すぎもと まお）
蓮と拓海の中学の後輩。
中学時代に蓮を好きな事がきっかけで拓海と仲良くなり付き合い始めたが、蓮にキスしようとする真央を拓海が目撃し別れる。
好きな人を追って同じ高校に入学してきた。
社長（しゃちょう）
仁菜子たちの学校内に出没するメス猫。頭の模様が七三分けになっている。仁菜子は初めて見つけた時は「課長」という名で呼んでいたが、徐々に貫禄が付いてきたため、「部長」に、6巻で「社長」に昇進した。

## 書誌情報

### 漫画
- 咲坂伊緒 『ストロボ・エッジ』 集英社 〈マーガレットコミックス〉、全10巻
  1. 2007年11月22日発売[集 1]、ISBN 978-4-08-846239-4
  2. 2008年03月25日発売[集 2]、ISBN 978-4-08-846280-6
  3. 2008年07月25日発売[集 3]、ISBN 978-4-08-846316-2
  4. 2008年11月25日発売[集 4]、ISBN 978-4-08-846357-5
  5. 2009年03月25日発売[集 5]、ISBN 978-4-08-846394-0
  6. 2009年06月25日発売[集 6]、ISBN 978-4-08-846420-6
  7. 2009年11月25日発売[集 7]、ISBN 978-4-08-846466-4
  8. 2010年03月12日発売[集 8]、ISBN 978-4-08-846501-2
  9. 2010年08月12日発売[集 9]、ISBN 978-4-08-846554-8
  10. 2010年12月24日発売[集 10]、ISBN 978-4-08-846607-1

### 小説
- 原作及びイラスト：咲坂伊緒、著者：阿部暁子 『ストロボ・エッジ』 〈集英社コバルト文庫〉、全4巻
  1. ストロボ・エッジ（2010年09月01日発売[集 11]、ISBN 978-4-08-601443-4）
  2. ストロボ・エッジ 消せない想い（2010年12月28日発売[集 12]、ISBN 978-4-08-601488-5）
  3. ストロボ・エッジ 告えない想い（2011年02月01日発売[集 13]、ISBN 978-4-08-601497-7）
  4. ストロボ・エッジ つながる想い（2011年04月28日発売[集 14]、ISBN 978-4-08-601526-4）

### 映画関係
- 原作：咲坂伊緒、脚本：桑村さや香、著者:下川香苗 『映画ノベライズ ストロボ・エッジ』 〈集英社オレンジ文庫〉、全1巻
  1. 2015年02月20日発売[集 15]、ISBN 978-4-08-680010-5
- 原作：咲坂伊緒、脚本：桑村さや香、著者：松田朱夏 『ストロボエッジ 映画ノベライズ みらい文庫版』 〈集英社みらい文庫〉、 全1巻
  1. 2015年02月05日発売[集 16]、ISBN 978-4-08-321249-9
- 咲坂伊緒 『ストロボ・エッジ 映画化スペシャル』 〈SHUEISHA Girls Remix〉、 全1巻
  1. 2015年03月06日発売、ISBN 978-4-08-113429-8

## 映画
4度目の共演となる福士蒼汰と有村架純のW主演で映画化された。2015年3月14日公開。なお役作りに専念するため、出演する有村はトレードマークの髪を20cm切り、安堂を演じた山田裕貴も10kg近く減量している。
主題歌はGReeeeNの「愛唄」が採用されたが、歌唱はオーディションでmeri（メリ）、kana（カナ）、hima（ヒマ）、noa（ノア）の4人が選ばれ、whiteeeen（ホワイティーン）のユニット名で担当。タイトルも「愛唄〜since 2007〜」となっている。

### キャスト
登場人物については、登場人物節を参照
- 一ノ瀬蓮 - 福士蒼汰
- 木下仁菜子 - 有村架純
- 安堂拓海 - 山田裕貴
- 是永麻由香 - 佐藤ありさ
- 是永大樹 - 入江甚儀
- 杉本真央 - 黒島結菜
- 上原さゆり - 小篠恵奈[11]
- 遠藤 つかさ - 松尾薫[12]
- 忍成修吾・岡本杏理・西平風香・今野鮎莉・綾乃美花・中村有沙・小林優斗・淵上泰史・山田キヌヲ、ほか多数

### スタッフ
- 監督 - 廣木隆一
- 原作 - 咲坂伊緒（集英社マーガレットコミックス刊）
- 脚本 - 桑村さや香
- 主題歌 - whiteeeen「愛唄〜since 2007〜」
- 音楽 - 世武裕子
  - マニピュレート - 池永正二
  - オーケストレーション - 足本憲治
- 撮影 - 山田康介
- 照明 - かげつよし
- 録音 - 深田晃
- 音響効果 - 佐藤祥子
- 編集 - 菊池純一
- 美術 - 矢内京子
- 助監督 - 久万真路
- ロケ協力 - 新発田市・新発田市フィルムコミッション協議会[13]・新潟県立新発田高等学校[14][15]（新潟県教育委員会）・新潟県フィルムコミッション協議会[16]・新潟観光コンベンション協会・にいがたロケネット[17]・長岡まつり大花火大会[15]・相模鉄道[18]、ほか多数
- 企画プロデュース - 臼井央・春名慶
- プロデューサー - 川田尚久・大西孝幸
- 配給 - 東宝
- 製作 - 映画「ストロボ・エッジ」製作委員会（東宝・博報堂DYメディアパートナーズ・研音・FLaMme・ジェイアール東日本企画・日本出版販売・KDDI・GYAO）

### Blu-ray / DVD
2015年9月16日発売。発売元は集英社 / 博報堂DYメディアパートナーズ、販売元は東宝。
- ストロボ・エッジ 通常版（DVD1枚組）
  - 映像特典
    - 特報・劇場予告編・TVスポット集
- ストロボ・エッジ 豪華版（2枚組）
  - ディスク1：本編ディスク（Blu-ray / DVD）
    - 映像特典
      - 特報・劇場予告編・TVスポット集

  - ディスク2：特典DVD
    - Making映像から振り返る「ストロボ・エッジ」〜ハイライトシーン〜
    - 福士蒼汰・有村架純が語るハイライトシーン・ビジュアルコメンタリー
    - 「ストロボ・エッジ」SPECIAL特典 Making Quiz
    - 特番 福士蒼汰&有村架純「ストロボ・エッジ」胸キュン♥トークSP
    - イベント映像集（「アオハル」「ストロボ」コラボ舞台挨拶 / 恋の課外授業  / Let'sサプライズケーキ!! / 完成披露試写会 / 初日舞台挨拶 / 大ヒット御礼舞台挨拶）

  - 封入特典
    - 咲坂伊緒イラスト×映画場面写真による“壁ドン・肩ズン・袖クル”オリジナル（W面）ポストカード3枚セット
    - オールカラー豪華ブックレット

  - 特製アウターケース付きデジパック仕様

### 受賞
- 第58回ブルーリボン賞[19]
  - 主演女優賞（有村架純、『ビリギャル』と合わせて受賞）

## テレビドラマ
WOWOWの「連続ドラマW-30」枠にて放送・配信中。主演は福本莉子と高橋恭平。

### キャスト
- 木下仁菜子 - 福本莉子
- 一ノ瀬蓮 - 高橋恭平

### スタッフ
- 原作 - 咲坂伊緒『ストロボ・エッジ』（集英社マーガレットコミックス刊）
- 脚本 - 桑村さや香
- 監督 - 木村真人、松田祐輔
- 音楽 - 横山克
- プロデューサー - 小林祐介、橋本芙美、関本純一
- 制作協力 - 共同テレビジョン
- 製作著作 - WOWOW

## その他

### 企画展開
〈片想い応援〉クリアファイル
2014年12月13日から発売されるストロボ・エッジの劇場限定前売券の購入者に配られるクリアファイル。ストロボ・エッジの仁菜子と蓮、そしてアオハライドの双葉と洸がコラボレーションしたもので、イラストは原作者である咲坂の描き下ろしによるものである。

### 撮影場所
撮影場所となった相鉄いずみ野線などではストロボ･エッジに関する広告などが張られ、相模鉄道の10000系にストロボ･エッジのラッピングが行われた。(使用車両10703F)